# Spondias haplophylla
Spondias haplophylla är en sumakväxtart som beskrevs av Herbert Kenneth Airy Shaw och Lewis Leonard Forman. Spondias haplophylla ingår i släktet Spondias och familjen sumakväxter. Inga underarter finns listade i Catalogue of Life.